# Cossypha albicapillus
Cossypha albicapillus е вид птица от семейство Muscicapidae.

## Разпространение
Видът е разпространен в Бенин, Буркина Фасо, Камерун, Централноафриканската република, Чад, Кот д'Ивоар, Етиопия, Гамбия, Гана, Гвинея, Гвинея-Бисау, Мали, Нигер, Нигерия, Сенегал, Сиера Леоне, Южен Судан, Судан и Того.